# Klub Sportowy Gwardia Wrocław (pallavolo maschile)
Il Gwardia Wrocław è una società sportiva polacca con sede nella città di Breslavia, è nota in particolar modo per il fatto di militare nella III Liga nazionale, ma in passato ha vinto diversi titoli nazionali, e vanta apparizioni in competizioni europee.

## Pallavolo

### Storia
La formazione venne fondata nel 1948, e dopo un solo anno nella seconda serie esordì nel massimo campionato nazionale. Dal 1952 al 1956 non scende mai dal podio del campionato polacco, senza però mai riuscire a vincere il titolo. Negli anni successivi si mantiene nella parte alta della classifica, e nella rosa militarono alcuni giocatori che parteciparono con la nazionale polacca ai Giochi Olimpici di Città del Messico del 1968.
Dopo diversi anni di altalena tra la prima e la seconda serie, nel 1976 avvenne una ristrutturazione societaria, che permise alla formazione di vincere, nel 1980, il primo scudetto della sua storia. I trionfi in patria si ripeterono anche nei due anni successivi, con l'aggiunta di una Coppa di Polonia. In quegli anni partecipò anche alla Coppa dei Campioni, classificandosi al terzo posto nella Final Four disputatasi a Palma di Maiorca.
Dopo l'ultimo sussulto del 1982 (secondo posto in campionato), la squadra iniziò un rapido declino, che si concretizzò con la retrocessione nel 1990. Negli anni recenti scese addirittura in III Liga, dove gioca tuttora.

### Palmarès
- Campionato polacco: 3

1979-80, 1980-81, 1981-82
- Coppa di Polonia: 1

1980-81